# К. О. Жиро Сыновья
«К. О. Жиро Сыновья» — акционерное общество, владевшее крупнейшей в Российской империи шёлкоткацкой фабрикой. Полное наименование — Акционерное общество шелковых фабрик «К. О. Жиро Сыновья». Штаб-квартира компании располагалась в Москве. Основной капитал АО «К. О. Жиро Сыновья» составлял 8 млн. рублей. 

## История
Ткацкая фабрика с красильней была основана в Москве в 1875 году Клодом-Мари (Клавдием Осиповичем) Жиро, гражданином Франции. Из сырья, которое закупали за границей, здесь производили подкладочные и плательные шёлковые ткани. Производство находилось в Хамовнической части, по Долгохамовническому и Тёплому переулкам. Тут же, в бывшей усадьбе Всеволожских, пережившей пожар 1812 года, жил и сам владелец фабрики, К. О. Жиро.
В 1879 г. на фабрике были установлены 180 ткацких станков и паровая машина. Постепенно фабрика была расширена, здесь работало уже 1700 ткацких станков. В 1885 и 1896 гг. фирма получила право изображать государственный герб на своей рекламе и вывесках.
Л. Н. Толстой так писал о фабрике К. О. Жиро в статье «Рабство нашего времени»: 
против дома, в котором я живу, — фабрика шёлковых изделий... Я сейчас, сидя у себя, слышу неперестающий грохот и знаю, потому что был там, что значит этот грохот. 3000 женщин стоят в продолжение 12 часов над станками среди оглушающего шума... Десятки тысяч молодых здоровых женщин-матерей губили и теперь продолжают губить свои жизни и жизни своих детей для того, чтобы изготавливать бархатные и шёлковые материи.
В 1889 году Жиро хотел получить от московского правительства разрешение сливать в Москву-реку вещества из красильного цеха, якобы безвредные — однако этот обман был раскрыт (о запрете слива отработанных фабричных вод в Москву-реку объявил великий князь Сергей Александрович, однако его указ так и не был приведён в исполнение, так как владелец Трёхгорной мануфактуры Н. И. Прохоров и затем, по его просьбе, Н. А. Найдёнов особо хлопотали в Санкт-Петербурге о его отмене).

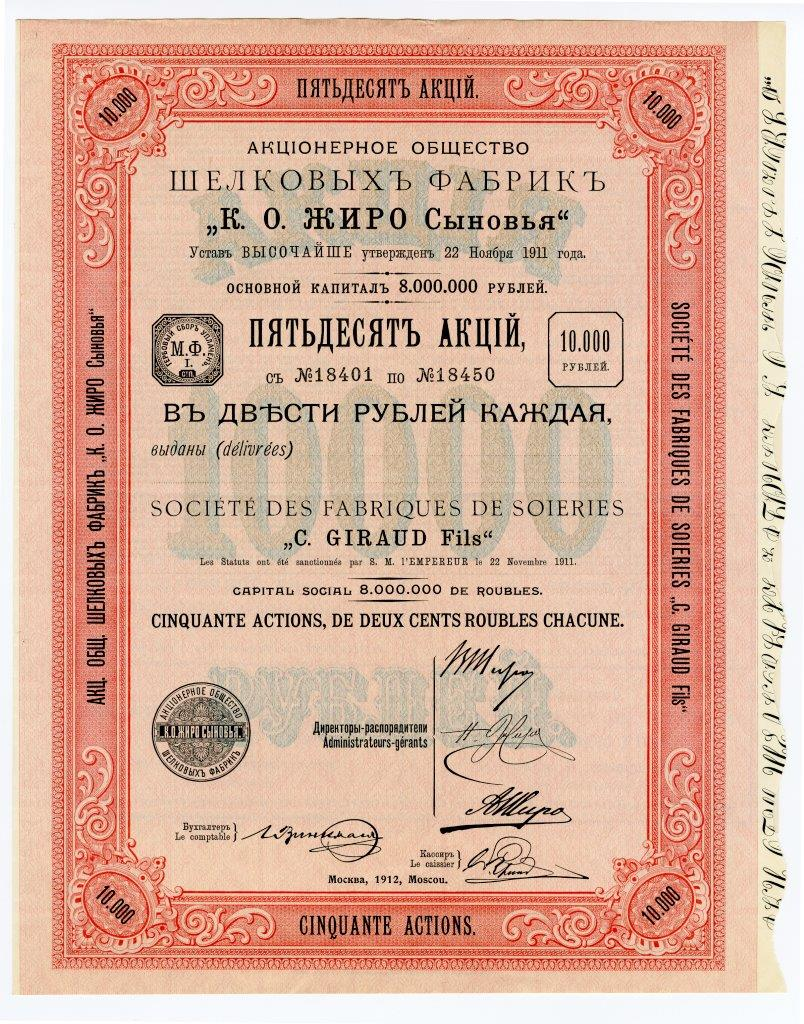
Ценные бумаги «К. О. Жиро Сыновья», 1912

До 1891 года компания именовалась «К. О. Жиро и Ко», затем «К. О. Жиро».
Позже Жиро был пойман на продаже тканей с поддельными этикетками фабрики Сапожниковых, после чего был выслан из России, а производство перешло к его сыновьям — Виктору, Андрею и Павлу, французским гражданам.
В 1904 г. после смерти основателя компания преобразована в торговый дом «К. О. Жиро Сыновья».
В конце 1911 г. акционирована с сохранением последнего названия.
В 1912 году компания стала владельцем фабрики в деревне Большой Двор Богородского уезда, после банкротства Торгового Дома «С. и Ф. Барановы».
В 1914 г. в производстве были задействованы 4 тыс. человек.
В 1919 году, после революции, предприятие было национализировано, после чего стало называться шёлковым комбинатом имени Розы Люксембург «Красная Роза». Комбинат находился на улице Тимура Фрунзе до начала 2000-х годов, затем производство перенесли в Подмосковье, а территория фабрики была реконструирована в деловой квартал Красная Роза 1875. Теперь на её месте находится бизнес-центр «Морозов», в котором расположилась штаб-квартира Яндекса.